# Scott Amendola
Scott Amendola (Oakland, 6 febbraio 1969) è un batterista statunitense della Bay Area di San Francisco, che spazia dal jazz al blues, al rock, al funk e altro ancora. È considerato una figura di spicco della scena musicale della Bay Area.
Amendola è originario del New Jersey ed ha studiato presso la Berklee School of Music, a Boston. Dopo essersi trasferito nella Bay Area ha raggiunto il successo negli anni '90 come membro dei T.J. Kirk con Charlie Hunter, Will Bernard e John Schott. Il loro secondo album ricevette una nomination ai Grammy Award. È stato leader di diverse formazioni, che comprendevano nomi come Nels Cline, Jenny Scheinman, Jeff Parker, John Shifflett, Ben Goldberg e Devin Hoff. Ha spesso collaborato con chitarristi: è stato in tour con Bill Frisell e Kelly Joe Phelps ed ha inciso con Pat Martino, Jim Campilongo, G.E. Stinson, Nels Cline e Tony Furtado. È tra i membri originali dei Larry Ochs Sax & Drumming Core. Ha lavorato come turnista alle percussioni per Noe Venable, Carla Bozulich e Odessa Chen.
Nel 2011 esegue un suo lavoro per orchestra insieme alla Oakland East Bay Symphony, tre le anteprime del ciclo New Visions/New Vistas. Con Amendola erano presenti Nels Cline e Trevor Dunn.

## Discografia
- Scott Amendola Band - 1999
- Crater - 2001-02
- Cry - 2003
- Believe - 2005
- Lift - 2010

Con The Nels Cline Singers
- Instrumentals (Cryptogramophone, 2000)
- The Giant Pin (Cryptogramophone, 2004)
- Draw Breath (Cryptogramophone, 2007)
- The Celestial Septet (New World, 2008 [2010]) - con il Rova Saxophone Quartet
- Initiate (Cryptogramophone, 2010)
- Macroscope (Mack Avenue, 2014)

Con Nels Cline
- New Monastery (Cryptogramophone, 2006)
- Dirty Baby (Cryptogramophone, 2010)

Con Charlie Hunter
- Not Getting Behind Is the New Getting Ahead - 2012
- Pucker - 2013
- The Cars (EP) - 2014
- Cole Porter (EP) - 2014
- Hank Williams (EP) - 2014
- Duke Ellington (EP) - 2014

Con Pat Martino
- All Sides Now (Blue Note Records), 1997

Con Michael Manring e Roberto Maria Zorzi
- Facanàpa & Umarells and the World Wide Crash (Kutmusic, 2018)